# Au seuil de la liberté
Au seuil de la liberté se réfère à deux peintures du peintre surréaliste belge René Magritte. L'œuvre met en scène une grande salle avec des murs lambrissés avec différentes scènes ou fenêtres. Chaque panneau dévoile un sujet différent : le ciel, le feu, le bois, la forêt, la façade d'un bâtiment, un motif ornemental, un torse de femme et une étrange texture métallique avec des grelots (un élément récurrent de Magritte). À l'intérieur de la chambre se trouve un canon.

## Histoire
La peinture originale a été achevée en 1929 et est actuellement exposée au Musée Boijmans Van Beuningen à Rotterdam. Une seconde version a été commandée en 1937 par le patron de Magritte Edward James. Il est actuellement exposé à l'Art Institute of Chicago.
En 1983, le compositeur et trompettiste américain Mark Isham a composé un morceau de musique intitulé d'après ce tableau. De 1996 à 2008, la National Public Radio a utilisé la composition d'Isham comme musique de fond pour la lecture lors de la Journée de l'Indépendance de la Déclaration d'indépendance sur le programme du Morning Edition.